# Prolimnophila areolata
Prolimnophila areolata är en tvåvingeart som först beskrevs av Osten Sacken 1860.  Prolimnophila areolata ingår i släktet Prolimnophila och familjen småharkrankar. Inga underarter finns listade i Catalogue of Life.